# ジョージ・W・ブッシュ (空母)
ジョージ・W・ブッシュ (USS George W. Bush, CVN-83) は、アメリカ海軍で計画中の航空母艦（原子力空母）。
ジェラルド・R・フォード級航空母艦の6番艦。艦名は第43代アメリカ合衆国大統領ジョージ・W・ブッシュに因む。